# フレデリック・ワーサム
フレデリック・ワーサム（Fredric Wertham、1895年3月20日 - 1981年11月18日）は、ドイツ系アメリカ人の精神科医、著作家である。

## 経歴
1895年3月20日、ドイツのニュルンベルクに生まれた。ヴュルツブルク大学で精神医学を学び、1921年に同大学を卒業した。
1922年にアメリカ合衆国へ渡り、ジョンズ・ホプキンズ病院の精神科に勤めた。1927年に市民権を取得した。1932年、ニューヨーク市に移り住み、刑事裁判所の精神病院で指揮を執った。1946年、ハーレムにラファルグ病院を開設した。
1954年、著書『Seduction of the Innocent』が刊行された。ワーサムは同書のなかで、コミックは子供たちを非行に走らせたり、暴力、麻薬、犯罪の世界に足を踏み入れさせたりする、と述べている。彼が特に憂慮していたのは、コミックを含む大衆芸術に見られる暴力、性差別、人種主義であった。
1981年11月18日、ペンシルベニア州ケンプトンで死去。86歳没。

## 著書
- Dark Legend: A Study in Murder (1941年)
- The Show of Violence (1949年)
- Seduction of the Innocent (1954年)
- The Circle of Guilt (1956年)
- A Sign for Cain: An Exploration of Human Violence (1966年)
- The World of Fanzines: A Special Form of Communication (1973年)